# Spaans Challenge Open 2012

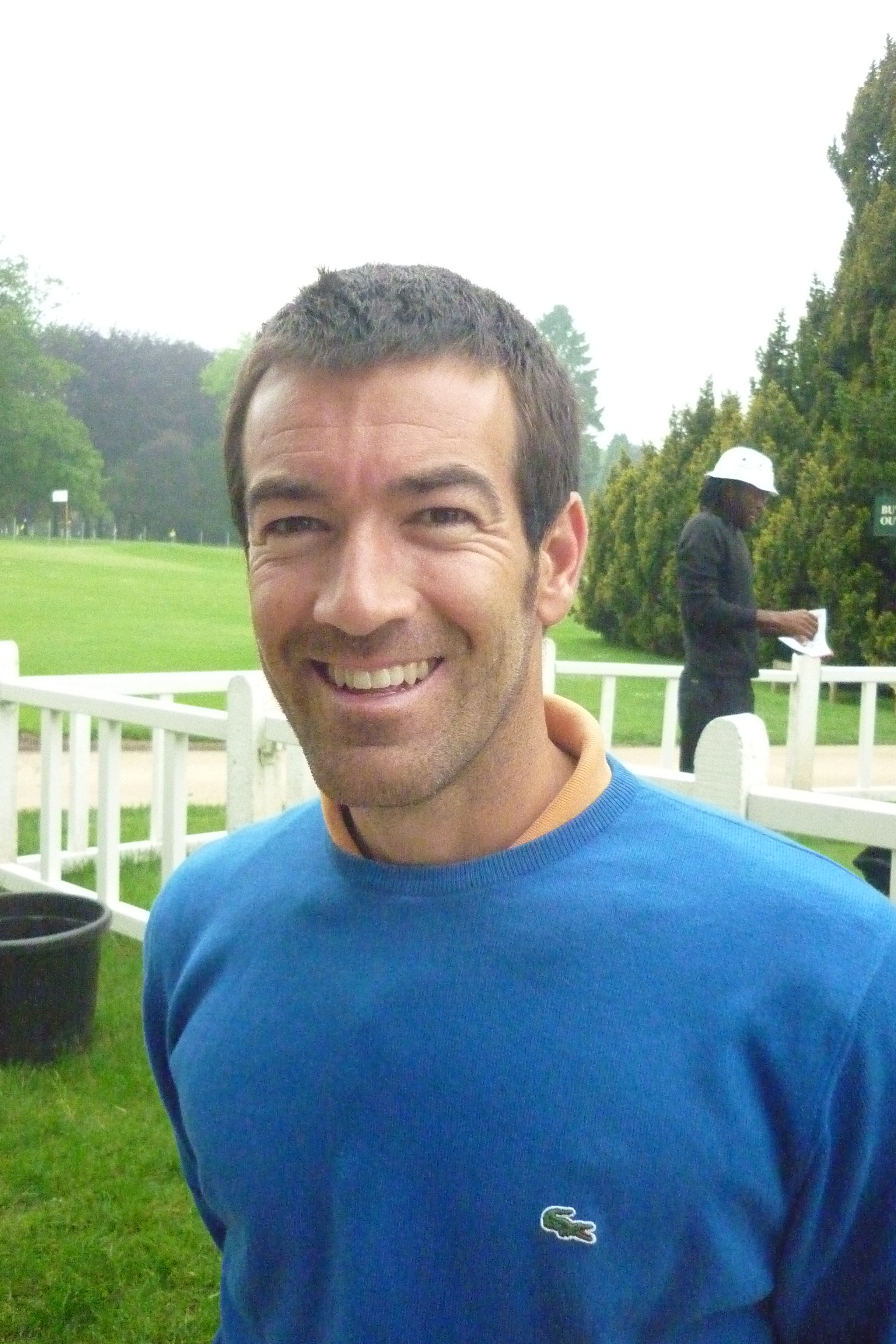
Eduardo de la Riva
winnaar 2012

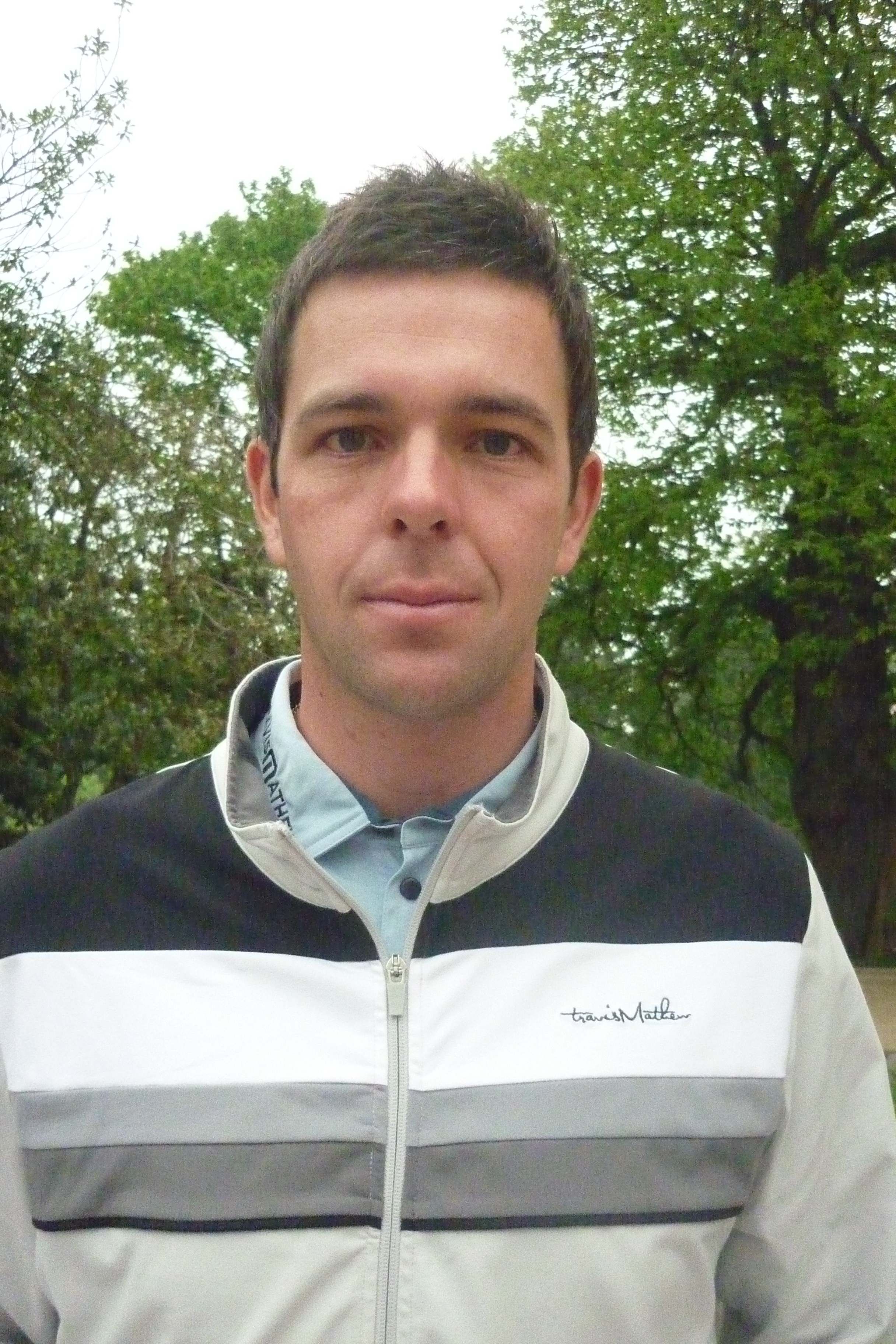
Charlie Ford
baanrecord van 61

De Spaanse Challenge maakt deel uit van de Europese Challenge Tour. De editie van 2012 was van 31 mei tot 3 juni op de Tecina Golf in La Gomera. Het prijzengeld was € 160.000. Het toernooi werd in dezelfde week gespeeld als het Deloitte Ladies Open op Broekpolder en het Wales Open op de Celtic Manor Resort.
Winnaar was Eduardo de la Riva. Het was zijn eerste overwinning op de Challenge Tour. Aan het begin van de laatste ronde stond hij drie slagen achter op Daniel Vancsik. Hij maakte op de eerste green een putt van ruim twaalf meter, en maakte een birdie op de eerste twee par-5 holes zodat hij na negen holes zijn achterstand had weggewerkt. 
Simon Wakefield had in ronde 3 het toernooirecord gebroken met een score van 63 en stond aan het begin van de laatste ronde ook drie slagen achter op Vancsik. De strijd ging eigenlijk tussen deze twee spelers, want Vancsik had een paar bogeys gemaakt.
Charlie Ford speelde ronde 4 in 61 slagen, hetgeen niet alleen een toernooirecord was maar ook een baanrecord.

## Uitslag
| Speler                | R1 | R2 | R3 | R4 | Totaal | Totaal | Nr  |
| --------------------- | -- | -- | -- | -- | ------ | ------ | --- |
| Eduardo de la Riva    | 68 | 63 | 69 | 65 | 265    | -19    | 1   |
| Simon Wakefield       | 69 | 68 | 63 | 66 | 266    | -18    | 2   |
| Luis Claverie         | 66 | 65 | 71 | 66 | 268    | -16    | T3  |
| Scott Henry           | 66 | 70 | 68 | 64 | 268    | -16    | T3  |
| Alexander Levy        | 66 | 68 | 68 | 66 | 268    | -16    | T3  |
| Charlie Ford          | 69 | 68 | 71 | 61 | 269    | -15    | T6  |
| Floris de Vries       | 69 | 66 | 69 | 71 | 275    | -9     | T29 |
| Nicolas Vanhootegem   | 70 | 72 | MC |    |        |        |     |
| Pierre Relecom        | 74 | 70 | MC |    |        |        |     |
| Jurrian van der Vaart | 77 | 67 | MC |    |        |        |     |
| Laurent Richard       | 69 | 77 | MC |    |        |        |     |